# Chêne-Arnoult
Chêne-Arnoult är en kommun i departementet Yonne i regionen Bourgogne-Franche-Comté i norra Frankrike. Kommunen ligger i kantonen Charny som tillhör arrondissementet Auxerre. År 2018 hade Chêne-Arnoult 108 invånare.

## Befolkningsutveckling
Antalet invånare i kommunen Chêne-Arnoult
| Referens: INSEE |